# Platytomus grisoli
Platytomus grisoli är en skalbaggsart som beskrevs av Renaud Maurice Adrien Paulian 1942. Platytomus grisoli ingår i släktet Platytomus och familjen Aphodiidae. Inga underarter finns listade i Catalogue of Life.